# Selección de fútbol playa de Kuwait
La Selección de fútbol playa de Kuwait es el equipo que representa al país en la Copa Mundial de Fútbol Playa de FIFA y en el Campeonato de Fútbol Playa de la AFC; y es controlada por la Federación de Fútbol de Kuwait.

## Estadísticas

### Copa Mundial de Fútbol Playa FIFA
| Copa Mundial de Fútbol Playa FIFA | Copa Mundial de Fútbol Playa FIFA | Copa Mundial de Fútbol Playa FIFA | Copa Mundial de Fútbol Playa FIFA | Copa Mundial de Fútbol Playa FIFA | Copa Mundial de Fútbol Playa FIFA | Copa Mundial de Fútbol Playa FIFA | Copa Mundial de Fútbol Playa FIFA |
| Año                               | Ronda                             | J                                 | G                                 | G+                                | P                                 | GF                                | GC                                |
| --------------------------------- | --------------------------------- | --------------------------------- | --------------------------------- | --------------------------------- | --------------------------------- | --------------------------------- | --------------------------------- |
| 2005 - 2009                       | No participó                      | No participó                      | No participó                      | No participó                      | No participó                      | No participó                      | No participó                      |
| 2011                              | No clasificó                      | No clasificó                      | No clasificó                      | No clasificó                      | No clasificó                      | No clasificó                      | No clasificó                      |
| 2013                              | No participó                      | No participó                      | No participó                      | No participó                      | No participó                      | No participó                      | No participó                      |
| 2015                              | No clasificó                      | No clasificó                      | No clasificó                      | No clasificó                      | No clasificó                      | No clasificó                      | No clasificó                      |
| 2017                              | No participó                      | No participó                      | No participó                      | No participó                      | No participó                      | No participó                      | No participó                      |
| 2019                              | No clasificó                      | No clasificó                      | No clasificó                      | No clasificó                      | No clasificó                      | No clasificó                      | No clasificó                      |
| 2021                              | No clasificó                      | No clasificó                      | No clasificó                      | No clasificó                      | No clasificó                      | No clasificó                      | No clasificó                      |
| Total                             | 0/11                              | -                                 | -                                 | -                                 | -                                 | -                                 | -                                 |

### Copa Asiática de Fútbol Playa
| Copa Asiática de Fútbol Playa | Copa Asiática de Fútbol Playa | Copa Asiática de Fútbol Playa | Copa Asiática de Fútbol Playa | Copa Asiática de Fútbol Playa | Copa Asiática de Fútbol Playa | Copa Asiática de Fútbol Playa | Copa Asiática de Fútbol Playa |
| Año                           | Ronda                         | J                             | G                             | G+                            | P                             | GF                            | GC                            |
| ----------------------------- | ----------------------------- | ----------------------------- | ----------------------------- | ----------------------------- | ----------------------------- | ----------------------------- | ----------------------------- |
| 2006 - 2009                   | No participó                  | No participó                  | No participó                  | No participó                  | No participó                  | No participó                  | No participó                  |
| 2011                          | Fase de grupos                | 3                             | 0                             | 0                             | 3                             | 11                            | 17                            |
| 2013                          | No participó                  | No participó                  | No participó                  | No participó                  | No participó                  | No participó                  | No participó                  |
| 2015                          | Fase de grupos                | 3                             | 1                             | 0                             | 2                             | 12                            | 13                            |
| 2017                          | No participó                  | No participó                  | No participó                  | No participó                  | No participó                  | No participó                  | No participó                  |
| 2019                          | Fase de grupos                | 3                             | 1                             | 0                             | 2                             | 11                            | 14                            |
| Total                         | 3/9                           | 9                             | 2                             | 0                             | 7                             | 34                            | 44                            |